# 2022年费城枪击事件
2022年费城枪击事件是指2022年6月4日美国宾夕法尼亚州费城发生的枪击事件，此次槍擊事件造成3人死亡、11人受伤。 槍擊案發生時案發地当天正舉辦同志骄傲活动。 

## 反應
费城地方检察官拉里·克拉斯纳表示，宾夕法尼亚州和美国需要对枪支加強监管。 他还呼吁宾夕法尼亚州議會議員不要接受美国全国步枪协会的捐款和游说。 
6月6日，费城老鹰队在林肯金融球场举办了枪支回购活动，并向每位出售枪支的人額外贈送價值100美元的礼品卡。老鹰队四分衛杰伦·赫茨表示，街头不應該出現殺傷性武器。 